# 레온 니엠치크
레온 스타니스와프 니엠치크(폴란드어: Leon Stanisław Niemczyk, 1923년 12월 15일~2006년 11월 29일)는 폴란드의 배우이다.

## 작품 목록

### 영화
- 인랜드 엠파이어 (2006년)
- 버드가의 섬 (1997년)
- 와일드 리벤저 (1994년)
- 선반 기술자와의 대화 (1993년)
- 바르샤바 (1992년)
- 커스 오브 스네이크 밸리 (1988년)
- 마리 부인의 정사 (1987년)
- 성운 속에서 (1976년)
- 사라고사 매뉴스크립트 (1965년)
- 물속의 칼 (1962년)
- 야간 열차 (1959년)